# Josef Hirscher
Josef Hirscher (* 22. September 1930 in Sankt Johann im Pongau; † 24. April 1983 ebenda) war ein österreichischer Politiker (SPÖ) und Finanzbeamter. Er war von 1974 bis 1983 Abgeordneter zum Nationalrat.

## Leben
Hirscher besuchte nach der Pflichtschule die Berufsschule und absolvierte eine Lehre als Elektromonteur. Er legte die Gesellenprüfung ab und war 1944 Junghelfer bei der Deutschen Reichsbahn. Nach dem Krieg arbeitete Hirscher bis 1954 als Elektromonteur und trat in diesem Jahr in den Dienst des Finanzamtes in St. Johann im Pongau. Politisch engagierte er sich zwischen 1966 und 1983 als Vorsitzender der SPÖ-Sankt Johann im Pongau, zudem war er innerparteilich von 1974 bis 1983 Vorsitzender der SPÖ-Pongau, zwischen 1974 und 1983 Mitglied des Landesparteivorstandes sowie von 1978 bis 1983 Mitglied des SPÖ-Landesparteipräsidiums. Hirscher vertrat die SPÖ von 1969 bis 1974 im Gemeinderat von St. Johann im Pongau und war zwischen dem 27. November 1974 und dem 24. April 1983 Abgeordneter zum Nationalrat.

## Auszeichnungen
- 1982: Großes Silbernes Ehrenzeichen für Verdienste um die Republik Österreich[1]